# Decatur (Michigan)
Pour les articles homonymes, voir Decatur.
Decatur est un village du Comté de Van Buren dans le Michigan.
Sa population était de 1 819 habitants en 2010.
Son nom a été attribué en honneur de Stephen Decatur (1779-1820), héros de la Guerre anglo-américaine de 1812.